# Міжнародний чоловічий день
Міжнаро́дний чолові́чий день (МЧД) (англ. International Men's Day, IMD) — міжнародне свято, яке щорічно відзначається 19 листопада з метою визнання та святкування культурних, політичних та соціально-економічних досягнень чоловіків. Цілі святкування Міжнародного чоловічого дня викладені в «Усі шість стовпів Міжнародного чоловічого дня». Це нагода відзначити досягнення та внески чоловіків, зокрема за їхній внесок у розвиток нації, союзу, суспільства, громади, сім'ї, шлюбу та догляду за дітьми. Більш широкою та кінцевою метою заходу є просування основних гуманітарних цінностей.
Метою створення Міжнародного дня чоловіків є привернення уваги до статевої дискримінації та проблеми нерівности статі. Організатори свята роблять акцент на збереженні здоров'я чоловіків, та підкреслюють позитивний вплив чоловіків на родину та виховання дітей. Говорячи від імені ЮНЕСКО, Інґеборґ Брейнес, директорка із зв'язків з громадськістю Бюро ЮНЕСКО в Женеві, а також колишня керівниця програми «Жінки та статева нерівність», відмітила: «Це гарна ідея, котра дозволить покращити статевий баланс». Також вона додала, що ЮНЕСКО сподівається на співпрацю з організаторами МЧД.
Уперше його відсвяткували у 1999 році на островах Тринідад і Тобаго. Наразі святкують в Австралії, країнах Карибського басейну, Північної Америки, Європи, Азії, а також ООН і ЮНЕСКО. Визнане офіційним святом у більш ніж 50-ти країнах світу. Ідея святкування Міжнародного дня чоловіків отримала підтримку з боку організацій ООН, ЮНЕСКО та інших країн.

## Історія
Відкритий у 1992 році 7 лютого Томасом Оастером, проєкт Міжнародного чоловічого дня був задуманий роком раніше, 8 лютого 1991 року. Проєкт був повторно ініційований у 1999 році в Тринідаді і Тобаго. Найбільш тривало Міжнародний чоловічий день святкує Мальта, де це відбувається з 7 лютого 1994 року. Зараз, оскільки Мальта була єдиною країною, яка відзначала лютневу дату святкування чоловіків та їх внесок у життя суспільства, Мальтійський комітет AMR у 2009 році проголосував за перенесення дати МЧД на 19 листопада.
Джером Тілуксінґг, який оживив цю подію, обрав 19 листопада на честь дня народження свого батька, а також на святкування того, як на цю дату в 1989 році футбольна команда Тринідаду та Тобаго об'єднала країну своїми зусиллями, щоб претендувати на Чемпіонат світу. Тілуксінґг пропагував Міжнародний чоловічий день як не просто ґендерний день, а день, коли можна вирішити всі питання, що стосуються чоловіків. Щодо МЖД та його активістів він сказав: «Вони прагнуть до гендерної рівности і терпляче намагаються усунути негативні образи та клеймо, пов'язані з чоловіками в нашому суспільстві».

### Рання історія
Заклики до Міжнародного чоловічого дня відзначаються принаймні з 1960-х років, коли, як повідомляється, багато чоловіків «приватно агітували з приводу 23 лютого Міжнародного дня чоловіків, що еквівалентно 8 березня, що є Міжнародним жіночим днем». цей день був Днем Червоної армії та флоту з 1922 року, який у 2002 році був перейменований на День захисника Вітчизни. На деяких територіях Союзу дату неофіційно розглядали як жіночий день (8 березня), однак через обмежену увагу дня до історичних подій деякі країни колишнього союзу прийняли більш «специфічну для чоловіків» 19 листопада як Міжнародний день чоловіків.
У 1968 р. американський журналіст Джон П. Гарріс написав редакційну статтю в журналі Salina, в якій висвітлив відсутність рівноваги в радянській системі, де пропагувався Міжнародний жіночий день робітниць, не просуваючи відповідний день робітників. Гарріс заявив, що, хоча він не ображав радянських жінок на їхній березневий день слави, наслідком гендерної нерівности явно виявився серйозний недолік в комуністичній системі, яка «робить більшу частину рівних прав, які вона надала статям, але, як виявляється, жінки набагато рівніші за чоловіків». Гарріс заявив, що, хоча чоловіки трудились у своїх канавках, роблячи те, що їм наказує уряд, і жінки, жодного дня не було визнано чоловіків за їх службу, і Гарріс дійшов висновку, що «це видається мені необґрунтованою дискримінацією і визначає несправедливість». Подібні питання про нерівність відзначення жіночого дня без відповідного дня чоловіка виникали в публікаціях ЗМІ з 1960-х до 1990-х років, коли зафіксовані перші спроби святкування Міжнародного чоловічого дня.
На початку 1990-х років організації в США, Австралії та на Мальті проводили невеликі заходи в лютому на запрошення Томаса Остера, який керував Міссурійським центром чоловічих досліджень при Університеті Міссурі — Канзас-Сіті. Остер успішно пропагував свято в 1993 і 1994 роках, але наступна спроба в 1995 році була погано відвідана, і він припинив плани продовжувати цю подію в наступні роки. Австралійці також припинили спостерігати за цією подією (поки вони не відновили її 19 листопада 2003 року), тоді як Мальтійська асоціація прав чоловіків продовжувала залишатися єдиною країною, яка продовжувала святкувати щороку в лютому. Мальтійська комісія з питань протистояння протиріччя, яка раніше була єдиною країною, яка досі дотримувалась початкової дати лютого, у 2009 році проголосувала за початок дотримання цього дня 19 листопада з метою синхронізації з рештою світу.
Незважаючи на те, що Міжнародний день чоловіків та жінок вважається «ґендерно орієнтованим» заходом, він не є ідеологічним дзеркальним відображенням, оскільки висвітлює проблеми, які вважаються унікальними для чоловіків та жінок. Історія МЧД насамперед стосується святкування питань, які вважаються унікальними для досвіду чоловіків, а також акцентування на позитивних взірцях для наслідування, що особливо «вважається необхідним у соціальному контексті, який часто зачарований зображеннями чоловіків, які поводяться погано». Виділяючи позитивні чоловічі моделі для наслідування, МЧД намагається показати, що чоловіки будь-якого віку реагують набагато енергійніше на позитивні моделі для наслідування, ніж на негативні стереотипи.

## Щорічні теми

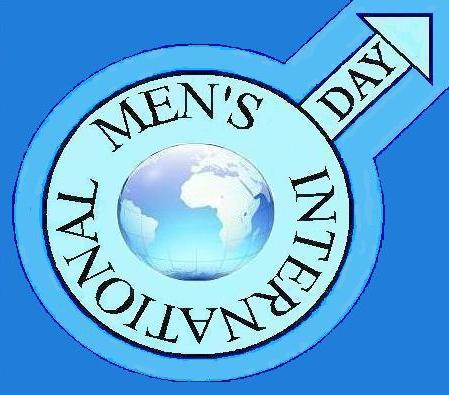
Міжнародний чоловічий день — символ

Окрім шести основних цілей, необов'язкова вторинна тема для МЧД зазвичай пропонується світовими координаторами, такі як мир у 2002 році, здоров'я чоловіків у 2003 році, зцілення та прощення у 2007 році, позитивні чоловічі приклади для наслідування у 2009 році та «майбутнє наших дітей» у 2010 році.

### 2011 «Надання хлопцям найкращого можливого старту в житті»
У 2011 році тема Міжнародного дня чоловіків — «хлопчики» з назвою «Дати хлопцям найкращий можливий старт у житті».

### 2012 «Допомога чоловікам жити довше, щасливіше і здоровіше»
Темою 2012 року було «здоров'я» із заголовком «Допомагати чоловікам жити довше, щасливіше та здоровіше».

### 2013 «Захист чоловіків у безпеці»
Тема на 2013 рік, яку висунув Координаційний комітет МЧД, — «Захист чоловіків». У прес-релізі 2013 р. Запитується: «Люди у всьому світі звикли ставитись до чоловіків як до захисників і провайдерів, але як часто ми розглядаємо дії, які всі ми можемо зробити, щоб захистити чоловіків від шкоди та забезпечити їм безпечний світ, де вони можуть процвітати і процвітати?»

### 2014 «Працюємо разом для чоловіків»
Тема Міжнародного дня чоловіків 2014 року була «Працюємо разом для чоловіків».

### 2015 «Робота над розширенням репродуктивних можливостей для чоловіків»
Темою Міжнародного дня чоловіків у 2015 році було «Робота над розширенням репродуктивних можливостей для чоловіків».

### 2016 «Зупиніть самогубство чоловіків»
Темою 2016 року до Міжнародного дня чоловіків було «Зупинити самогубство чоловіків». У кожній країні, крім Китаю, рівень самогубств у чоловіків вищий, ніж у жінок, у деяких випадках досягає шести чоловіків на кожну жінку, а тривалість життя зазвичай менше у чоловіків, ніж у жінок у всіх країнах. З цією метою «Глобальна дія з охорони здоров'я чоловіків» (GAMH) прагне, щоб Світова організація охорони здоров'я та інші міжнародні органи охорони здоров'я, а також окремі уряди визнали масштаби проблем, з якими стикаються чоловіки, та вжили стійких заходів для їх вирішення. Ця робота повинна бути поруч із постійними діями щодо поліпшення здоров'я жінок та дівчат". Глен Пул, координатор МЧД, написав книгу під назвою «Як можна зупинити самогубство чоловіка за 7 простих кроків», узагальнену девізом «Вчись, кохай, слухай».

### 2017 «Святкування чоловіків у всьому їх різноманітті»
У березні 2017 року тема «Святкування чоловіків у всьому їх різноманітті» була оголошена глобальними та регіональними координаторами. Акцент на «… Заклик до дії для приватних осіб, установ та організацій, щоб впровадити інновації в спосіб, яким вони розробляють та надають ресурси та послуги підтримки, що відповідають унікальним потребам та проблемам чоловіків».

### 2018 «Позитивні чоловічі рольові моделі»
Темою Міжнародного дня чоловіків 2018 року були «Позитивні чоловічі рольові моделі», і основна увага приділялася тому, щоб дати чоловікам хороші позитивні зразки для наслідування.

### 2019 «Внесення різниці для чоловіків»
Тема Міжнародного дня чоловіків 2019 року була «Змінити різницю для чоловіків», а основна увага приділялася пропаганді необхідности цінувати чоловіків та допомагати людям робити практичні покращення стану здоров'я та добробуту чоловіків.

### 2020 «Краще здоров'я для чоловіків»
Тема 2020 року — «Краще здоров'я для чоловіків» з метою практичного вдосконалення здоров'я та добробуту чоловічого населення.

## Статус в країнах світу

### Тринідад і Тобаго
Мешканці Тринідад і Тобаго були першими, хто відсвяткував Міжнародний день чоловіків 19 листопада. Ця подія була задумана та координувалась доктором Джеромом Тілуксінґом (англ. Dr. Jerome Teelucksingh) з Університету Вест-Індії зі штаб-квартирою в Порт-оф-Спейн (англ. Port of Spain). Як пояснення ідеї створення цього свята Тілуксінґ заявив: «Я зрозумів, що жоден з днів не є чоловічим… Деякі скажуть, що є День батька, але як щодо хлопчиків, підлітків та чоловіків, котрі не є батьками?» Доктор Тілуксінґ, розуміючи важливість святкування позитивної ролі чоловіків в громадськості, відчував, що його власний батько був відмінним прикладом для наслідування, та, частково тому, обрав 19 листопада, день народження свого батька, датою святкування Дня чоловіків. Також на вибір вплинуло те, що 19 листопада місцева футбольна команда країни показала рівень єдности, щоб припинити суперечки стосовно гендерних, релігійних та етнічних відмінностей. В наступні роки захід спільно координували доктор Тілуксінґ та Гаррак Балрамсінґ (англ. Harrack Balramsingh), голова Citizens for a Better Trinidad and Tobago.

### Ямайка
Ямайці провели інавгураційне спостереження МЧД 19 листопада 2001 р. з проведенням церковної служби в сімейній церкві Нортгейт в Очо-Ріосі, навчальної сесії зі студентами чоловічої статі в середній школі Фернкурта та публічного форуму в Браунс Таун Громад Коледж. Основним доповідачем на заході був Лучано, який говорив на тему «Сьогоднішня людина, завтрашнє майбутнє». Спеціальною темою заходу були дискусії щодо сексуального здоров'я та відтворення чоловіків. Медсестра Буннаман із клініки планування сім'ї Бет Джейкобс у затоці Сент-Енн сказала газеті The Star: «Ямайка вперше буде відзначати Міжнародний день чоловіків. Це було розпочато в Тринідаді в 1999 році. Цього року це буде відзначатися в Кенії, Танзанії, Норвегії, Бразилії, Німеччині, Великій Британії, а також Сполучених Штатах Америки». Клініка Бет Джекобс проводила освітні сесії щодо сексуального здоров'я та репродукції чоловіків, де медичні огляди та перевірки яєчок проводились безкоштовно.

### Австралія
Австралійці відзначали МЧД 19 листопада з 2003 року, коли Філ Ґулдсон з Асоціації здоров'я та благополуччя чоловіків ACT (MHWA) розпочав інавгураційну подію після отримання запрошення від Тринідаду та Тобаго Харрака Балрамсінгха приєднатися до заходу. У Канберрі, 2004 р., Ґулдсон попросив чоловіків в Австралії носити червону троянду для МЧД, а жінкам та сім'ям купувати чоловікам квіти у своєму житті. За його словами, червону троянду носять чоловіки на МЧД як символ сили характеру і мужности, і оскільки незвично бачити, як чоловікам дарують квіти, це хороший спосіб виділити цю подію. У 2004 році Майкл Флуд, академік, розкритикував основу святкування Міжнародної асоціації здоров'я та благополуччя чоловіків (MHWA), яке зосереджувалося на чоловічому здоров'ї, аргументуючи тим, що вже є достатньо можливостей працювати над чоловічим здоров'ям та батьківством (посилаючись на День батька та тиждень здоров'я чоловіків). Ґулдсон відповів, нагадавши, що «Не всі чоловіки є батьками, тоді як Тиждень здоров'я чоловіків зосереджується на заявленій недостатності чоловіків у не кращому управлінні своїм здоров'ям». Тілукссінґг самостійно підкреслив необхідність задоволення потреб чоловіків, які не є батьками, що було однією з основних цілей встановлення Міжнародного дня чоловіків.
У 2008 році організація Dads4Kids висвітлила тему «честь і жертва», вказуючи на затоплення крейсера HMAS Сідней 19 листопада під час Другої світової війни, в результаті якої загинуло 645 чоловіків біля берегів Джералдтона в Західній Австралії. Організатори заявили, «щодня люди приносять жертви на своєму робочому місці, виконуючи роль чоловіків і батьків, заради своїх родин, своїх друзів, своїх громад та своєї нації».
У 2009 р. По всій Австралії було проведено ряд заходів, включаючи ініціативи МЧД, організовані чотирма місцевими органами влади: міською радою Мейтленда в штаті Нью-Йорк, Радою Великого Юма Шира у Вікторії, міською радою Іпсвіч в Квінсленді та Радою Форс-Шира в Північній Америці. кожен з яких фінансував місцеві спостереження. Це були перші урядові органи в Австралії, які фінансували та проводили заходи спільноти МЧД. У парламенті штату Західна Австралія міністр Нік Гойран виступив із промовою, представляючи парламенту Міжнародний день чоловіків та його цілі, зосередившись на просуванні гендерної рівности та важливості виділення позитивних чоловічих моделей для наслідування. Також було проведено захід у Федеральному будинку австралійського парламенту з кількома відомими спікерами. Численні інші організації проводили спостереження, включаючи Наглядовий комітет Чоловічої сараї в Рокгемптоні, Ресурсний центр громади в Улладуллі, Регіональну службу охорони здоров'я в Ку Вее Руп та радіопрограму Dads on the Air в Сіднеї, яка вела годинну програму, на якій обговорювали МЧД група міжнародних координаторів заходу.
На честь чоловіків та з нагоди МЧД 2014 Ліз Бехят звернулася до Законодавчої ради Західної Австралії на тему життя та питань чоловіків.

### Індія

Men's Rights Demonstrations in India.

Інавгураційне свято МЧД в Індії було організовано провідною індійською організацією з захисту прав чоловіків Indian Family 19 листопада 2007 року. Дата 19 листопада була прийнята, виходячи з того, що Австралія та Вест-Індія (Ямайка, Тринідад та Тобаго) вже мали МЧД в календарі. Подія знову відзначалася в Індії в 2008 році, і планується продовжувати святкування щорічно.
У 2009 році Індія отримала перше корпоративне спонсорство Міжнародного дня чоловіків, коли бренд чоловічого одягу Аллен Соллі вирішив створити рекламні пропозиції на МЧД, а HBO — 19 серпня у серіалі «Чоловіки в чорному».
У листопаді 2014 р. Confidare Education Consultancy провів Міжнародну художню галерею до дня чоловіків у Нью-Делі, тоді як у Колкаті відбулися акції протесту з метою висвітлення зловживань старших людей та прав людини. Інші активісти за захист прав чоловіків задавали питання з нагоди МЧД, запитуючи, чому чоловіки позбавлені гендерно-нейтральних законів, чому закон про домашнє насильство не повинен бути гендерно-нейтральним та чому батьки позбавляються опіки над дітьми у разі розлучення подружжя. Ченнайський відділ Всеіндійської асоціації добробуту чоловіків (AIMWA) представив урядові меморандум щодо МЧД 2014, вимагаючи конституції Міністерства соціального забезпечення чоловіків, Національної комісії у справах чоловіків та внесення гендерно нейтральних законів.
19 листопада 2018 року Авіян (благодійний фонд та благодійний фонд для чоловіків) виступив з масовою акцією протесту в Колкаті, яку охоплюють багато преси та ЗМІ. Їх вимога полягає у створенні гендерно нейтрального закону, створенні чоловічої комісії в Індії, зміні драконівського закону, розділі 498A, вживанні рішучих заходів проти тих, хто зловживає законом про зґвалтування, та дискримінації чоловіків.
Врятуй індійську сім'ю — Карнатака (або SIF Karnataka), громадська організація, що працює в Індії за права чоловіків в рамках руху «Рятуй індійську сім'ю», щороку відзначає Міжнародний день чоловіків. У 2019 році SIF Karnataka спільно з двома великими лікарнями Бангалору, лікарнями Aster та Regal Hospital, провели кампанію #HealthyHim щодо інформування про рак простати. Також у 2018 та 2017 роках серед багатьох інших заходів з просвітницької діяльності волонтери провели велопробіг до Нанді Хіллз та відсвяткували Міжнародний день чоловіків, були присутні понад 40 000 людей.
Товариство соціального забезпечення та довіри «Дааман» (або НУО «Дааман»), ще одна відома НУО, яка працює за тими ж принципами в рамках руху «Рятуй індійську сім'ю», також щороку відзначає Міжнародний день чоловіків. У 2019 році громадська організація Daaman провела велику денну подію у торговому центрі Rave 3 Mall Kanpur та підвищила рівень обізнаности щодо Міжнародного дня чоловіків. Також була обговорена необхідність створення Національної чоловічої комісії.

### Китай
У 2003 році журнал мод запропонував 3 серпня Міжнародним днем чоловіків, що відповідає Міжнародному дню жінок, що відбувся 8 березня. Журнал стверджував, що подав пропозицію до ЮНЕСКО. З тих пір тема про «День чоловіків» обговорюється в Інтернеті кожного серпня.
У Гонконзі в 2010 році 19 листопада відбулося особливе відзначення Міжнародного дня чоловіків на тему «Благословенні чоловіки». Всім чоловікам було запропоновано безкоштовно їздити на міській канатній дорозі Нгун Пінг 360 Тунг Чунг 19 листопада в обидва кінці. У тому ж році стаття в газеті China Daily від 3 серпня запитала, чи потрібен чоловікам у Китаї свій особливий день, посилаючись на той факт, що в Міжнародний жіночий день всі жінки в Китаї, які становили 45 відсотків робочої сили, отримують обов'язковий півдня від роботодавця, тоді як у чоловіків такого дня не було. У статті повідомляється про онлайн-опитування, проведене Шанхайською гарячою лінією, з питанням «Чи потрібні чоловікам відпочинок для себе?» — на що 80,24 відсотка респондентів сказали «так», багато з яких наполягали на тому, що чоловіки Шанхаю втомились і заслуговують на свято.

### Сполучені Штати
Наступні штати та міста визнали Міжнародний день чоловіків: Пенсільванія, Нью-Йорк, Айова (Коледж Лютера в Декорі, Айова), Іллінойс, Вірджинія, Гаваї, Флорида, Каліфорнія, Аризона, Алабама та Мічиган; Вашингтон, округ Колумбія.; Даллас, штат Техас; Атланта, штат Джорджія.
Міжнародний день чоловіків 2012 року відзначався за тижні до відзначення Міжнародного дня чоловіків 2012 року 12 жовтня 2012 року.

### Сполучене Королівство
У 2014 році понад 25 організацій провели заходи по всій Великій Британії, включаючи дві в Палаті громад. Це було продовжено в 2015 році, коли 19 листопада депутат Філіп Девіс представив дебати у Вестмінстерському палаці щодо чоловічих питань. і День був схвалений прем'єр-міністром Терезою Мей. У 2016 році було проведено понад 60 заходів. 2018 рік став найбільшим на сьогоднішній день у Великій Британії Міжнародним днем чоловіків, в якому було проведено понад 200 заходів, кампаній та свят. У 2019 році теми заохочували людей та організовували «Змінити різницю» та «Надайте чоловікам кращі життєві шанси», і знову відбулося понад 200 заходів.

#### Англія
В Англії (та Великій Британії) захід був урочисто відкритий у 2008 році студентами Кентського університету, які відзначали Міжнародний день чоловіків у університетському містечку 19 листопада 2008 року. Цей захід був організований та координований студентською групою Кентського університету «Бішопденські хлопці». Хлопці Бішопдена були благодійною групою Кент-Юніон, розташованою при дворі Бішопдена, яка щороку збирає гроші на різні благодійні організації. Заходи на ніч МЧД включали 7 бічних футбольних турнірів, комедійних актів та фестиваль живої музики, який проводив студентський гурт «Jad». Були розіграші лотерей, змагання за героїв гітари та турнір Xbox 360 для збору грошей. Усі отримані кошти спрямовані на благодійну організацію ORCHID для боротьби з усіма видами раку чоловічої статі, включаючи рак передміхурової залози, статевого члена або яєчка.[джерело?]
У листопаді 2010 року Брайтонська чоловіча мережа організувала конференцію МЧД для міста Брайтон для професіоналів, експертів та людей, зацікавлених у допомозі місту в покращенні послуг для чоловіків. Голова Чоловічої мережі Глен Пул заявив, що боси державного сектору, волонтерський сектор, керівники підприємств та зацікавлені особи зійдуться разом і вивчать, як допомогти всім чоловікам  жити більш повноцінним життям та зробити більший внесок у місто, і зробив висновок, «Ця подія стане важливим кроком на шляху до згоди людей щодо дій, які нам потрібно вжити, і допоможе нам розробити першу в світі загальноміську стратегію для чоловіків , яку ми маємо намір розпочати наступного року» У Гартлпулі в Росмірському молодіжному центрі відбувся вечір МЧД для хлопців та дівчат у віці від 13 до 19 років, присвячений питанням здоров'я, гендерної рівности та просуванню чоловічих моделей для наслідування. Заходи включали їзду на родео-бику, захід у стилі гладіаторів, індійський масаж голови та вбирання в костюми сумо. Організації Springboard, Nacro та Jobsmart взяли участь, щоб надати інформацію та поради щодо можливостей навчання. 19 листопада 2010 р. Tiemo Entertainment спонсорувала «Святкування чоловічої вечері» в лондонському готелі Ibis в Юстоні, з доповідачем п. Даміоном Кевою — видавцем журналу «Отці Квартал». Були проведені дискусії на тему: «Яка мета Міжнародного дня чоловіків?» та присутніх було обговорено широке обговорення деяких ключових питань, що стоять сьогодні перед чоловіками. До складу змішаної групи професіоналів (включаючи жінок) увійшли інвестиційний аналітик Майкл Янг, менеджер з персоналу Беверлі Грін, модель будівельника та охоплюючої ролі Хілтон Форестер, Венді Форрестер, Майкл Пітерс, польське видавництво Анна Прошон та основний спікер Даміон Кева, видавець журналу Fathers Quarterly у Великій Британії.
Заплановані заходи з відзначення МЧД в Університеті Йорка в 2015 році були скасовані Університетом після тиску близько 200 співробітників, студентів та випускників, які підписали відкритий лист 13 листопада. У листі стверджувалося, що «День, який відзначає проблеми чоловіків… не бореться з нерівністю, а лише посилює існуючі, структурно нав'язані нерівности», характеризуючи заяву комітету з рівности та різноманітности університету на підтримку заходу як «особливо сувору в з огляду на той факт, що з 12-сильної групи вищих керівників університету три чверті — чоловіки». Згодом університет не планував відзначати подію у 2016 році, незважаючи на зустрічну петицію, яка залучила 4261 прихильників.

#### Північна Ірландія
У Північній Ірландії, 2010 заступник мера ради Ньюрі і Морн, Клр Карен Мак Кевітт розпочала Magnet Health Health Health Event 'у п'ятницю, 19 листопада. У заході взяли участь чоловіки з усього району, а представники місцевих статутних, добровільних та громадських організацій були організовані для святкування 19 листопада як Міжнародного дня чоловіків. Заступник міського голови Клр Мак Кевітт сказав: "Це чудова ідея приділити проблемі, яка має міжнародну перспективу, місцевий фокус. Усім чоловікам потрібно стежити за своїм здоров'ям і скористатися послугами та допомогою, яка є там, як і всі ми. Але особливо добре бачити подію, яка розглядає бар'єри, з якими можуть зіткнутися молоді чоловіки, і об'єднує людей з усіх організацій району, щоб подивитися, що можна зробити, щоб спільно покращити ситуацію. Захід дав можливість чоловікам пройти медичне обстеження у досвідченого персоналу Action Cancer та таких спікерів, як Кен Харланд (Центр досліджень молодих чоловіків Університету Ольстера), Пітер Мак Дональд, старший працівник догляду за дітьми з дитячого ясла Giggles, та місцева спортсмен Ронан Муртаг поділився власним розумінням вибору, який роблять молоді чоловіки, та можливостей, які сьогодні існують для молодих чоловіків. Також був присутній Джером Бернс, помічник директора Департаменту соціального розвитку. Джером заявив: «Департамент соціального розвитку із задоволенням підтримує місцеві ініціативи, які працюють з молодими чоловіками для висвітлення нерівности в стані здоров'я»

#### Шотландія
МЧД був відкритий в Шотландії в 2010 році. Захід був схвалений урядом Шотландії та Форумом охорони здоров'я чоловіків Шотландії (MHFS). MHFS відсвяткував цей день за допомогою круглого столу для сприяння здоров'ю та добробуту чоловіків шляхом об'єднання ключових людей та організацій. Основною метою заходу було обговорення обґрунтування розвитку національної політики охорони здоров'я чоловіків у Шотландії. Захід відбувся в Еліот-Хаусі, офісі Шотландії з поліпшення якості NHS (QIS) в Единбурзі, де були представники уряду Шотландії, керівників NHS та директорів у добровільному секторі охорони здоров'я, які обговорили питання та створили короткострокову робочу групу продовжувати цю роботу вперед. Джим Лейшман, координатор охорони здоров'я чоловіків, NHS Forth Valley, сказав: «Ця подія стала величезною можливістю здійснити покращення рівня здоров'я чоловіків у Шотландії».

#### Уельс
У 2011 році уряд Уельсу звинуватив радник торі Пітер Девіс (батько депутата Філіпа Девіса) у дискримінації за ознакою статі за підтримку Міжнародного жіночого дня грантами на загальну суму 30 000 фунтів стерлінгів, ігноруючи Міжнародний день чоловіків. Девіс заявив: «Я не особливо заперечую проти того, щоб уряд Уельсу витрачав гроші на Міжнародний жіночий день, але я міг би подумати, що, прагнучи до рівности, він також буде радий визнати Міжнародний день чоловіків, який буде відзначатися цієї суботи.»

### Сінгапур
У 2008 році в Сінгапурі було організовано захід МЧД 19–21 листопада. Асоціація Адама організувала форум — «Визначення чоловіка», який визначив різні проблеми, з якими стикаються чоловіки вдома, такі як проблеми спілкування, та способи їх подолання. Проводилися на малайській мові. Доповідачами були Малікі Осман, секретар парламенту з питань національного розвитку та співробітники Реєстру шлюбів. Форум був відкритий для громадськості та проходив у мечеті Даруссалам вздовж проспекту Співдружности Захід. Ще однією подією, яка також була частиною Міжнародного дня чоловіків, був конкурс «Адміралтейство для немовлят та дитячої моди», який відбувся у неділю у Woodlands. Спільні заходи, організовані Асоціацією Адама та Комітетом з управління клубом Ace the Place, включали конкурс на зміну памперсів для батьків.
In 2009 the National Family Council launched the Singapore Dads for Life movement to support a man's role in co-parenting. As part of the event volunteers distributed men's 'toolkits' at more than 30 locations to mark International Men's Day. Another organization, the Father's Action Network (FAN) also handed out «Dads for Life» toolkits and asked people to share personal stories of fatherhood which were placed online.

### Румунія
З 19 листопада 2016 року Румунія офіційно святкуватиме «національний день чоловіків». Закон про проголошення 19 листопада національним днем чоловіків був прийнятий 2 лютого 2016 року парламентом Румунії. Румунія — перша країна, яка офіційно визнала і відзначила це як національний день. Національний день жінок також проводиться 8 березня.

### Мальта
Міжнародний день чоловіків відзначається на Мальті Асоціацією прав чоловіків з 1994 року. Засновник та директор AMR Джон Замміт задумав подію, яка проводиться щорічно у формі вечері, обіду або прийому для членів AMR та громадськості. З цієї нагоди нагороди вручаються особам, які внесли особливий внесок у права чоловіків, такі як, наприклад, зусилля членів комітету, "для усунення перешкоди від'їзду, яку ми мали щодо чоловіків у справах про розлучення / розлучення. До 1995 року всі чоловіки, які мали проблеми зі своїми дружинами на Мальті, будь то мальтійці чи іноземці, не могли покинути острів, поки їх справа ще була в суді, і тому були ув'язнені на Мальті ". Подія на Мальті традиційно спостерігається 7 лютого з 1994 року, що робить це найтриваліше місцеве спостереження за МЧД у світі. Оскільки лютнева дата не відзначається іншими країнами-учасницями і не визнана міжнародною датою, в рамках Мальтійської асоціації за права чоловіків були проведені обговорення, і 17 січня 2009 року комітет одноголосно проголосував за перенесення їхніх свят на 19 листопада на збігаються з усіма іншими по всьому світу.

### Угорщина
У листопаді 2009 року письменниця Марі Кларенс організувала урочисте святкування МЧД для Угорщини. Кларенс організувала захід для сприяння гендерному балансу та гендерній рівности. Святкування відбулось у Будапешті, а голова Комітету з питань культури ЮНЕСКО Угорщини Майкл Хоппал виступив із вступним словом. Захід включав святкування місцевої культури, включаючи танці та дискусії на форумі, які висвітлювали досягнення чоловіків та їхній внесок у світ.

### Південна Африка

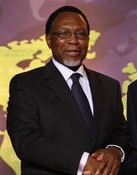
Віце-президент Кгалема Мотланте на виступі зібранні до Міжнародного дня чоловіків у Південній Африці у 2009 році.

Позитивний рух чоловіків Південної Африки (POMESA) у партнерстві з Південноафриканською мережею людей, які живуть з ВІЛ та СНІДом (NAPWA) організували перший щорічний Міжнародний день чоловіків. Захід відбувся 6 грудня 2008 року. У ньому відбувся «Марш чоловіків за мир і справедливість» від місця таксі до національного місця збору чоловіків, яке знаходиться в залі Рабасото в селищі Тембіса, Екурхулені, Гаутенг. Від усіх провінцій Південної Африки брало участь від трьох до п'яти тисяч чоловіків. Доповідачами на заході були національні урядовці, національне керівництво POMESA та NAPWA та громадянське суспільство, а також щорічна подія чоловічих нагород на честь трьох видатних чоловіків, які мають або продовжують робити позитивний внесок у створення мирного та справедливого суспільства.
У 2008 році POMESA та NAPWA відзначали МЧД 6 грудня. Оскільки груднева дата не відзначалася іншими країнами-учасницями, в обох організаціях були проведені обговорення, і в травні 2009 року Генеральний секретар НАПВА та Помеса Нкулулеко Нксесі оголосив, що Національні ради обох організацій домовились відзначати День чоловіків у ті самі дати з іншими країнами, починаючи з 19 листопада 2009 р. і кожного наступного року цієї ж дати.
19 листопада 2009 року п'ять тисяч чоловіків з усієї Африки зібралися в Комунальному залі Орландо в Соуето, щоб відсвяткувати другий щорічний Міжнародний день чоловіків, де вони пропагували гендерну рівність, позитивні чоловічі приклади для наслідування та наголошували, що «не всі чоловіки погані люди». Заступник президента Південно-Африканської Республіки Кгалема Мотланте виступила з промовою з промовою, яку назвали «новаторською подією». Зустріч була організована та проведена Національною асоціацією людей, які живуть з ВІЛ та СНІДом (NAPWA), щоб наголосити на необхідності доступу до лікування до ліків та профілактики.

### Гана
Фонд Ініціативи батьківства в Гані влаштував інавгураційне святкування МЧД у 2009 році. Цей випадок був відзначений офіційним заходом із спікерами та включав церемонію дарування книг декільком школам в районі Аблекума в Аккрі. Захід пройшов під головуванням Джорджа Одаме, голови дорадчої ради Фонду ініціативи батьківства в Гані, який закликав усіх батьків читати своїм дітям як частину відповідального батьківства. Спеціальним почесним гостем був Максвелл Мак. Окло, який виголосив промову під назвою «Чоловіки — будьмо інструментами позитивного впливу», в якій закликав чоловіків брати приклад.

### Танзанія
У суботу, 19 листопада 2011 р., International Challenge International (YCI) у партнерстві з місцевими та міжнародними організаціями вперше відсвяткувала Міжнародний день чоловіків в Аруші та Морогоро, Танзанія. В Аруші, YCI, Центр «Умоджа», Підтримка міжнародних змін, UMATI, Ініціатива для молодіжних організацій та Глобальний сервісний корпус провели захід на відкритому ринку Мбауда. Цей захід був спрямований на пропаганду чоловіків та  як позитивних зразків для наслідування та просвітництво громади щодо ролі чоловіків та жінок у галузі охорони здоров'я, освіти, сімейного життя, насильства та життєвого вибору. Захід включав вистави, ігри та освітні заходи. Понад 500 молодих та інших членів громади зібралися разом, щоб визнати ролі та обов'язки чоловіків та  у створенні світлого майбутнього для всіх Танзанійців. На святкування події в Морогоро волонтери разом із партнерською організацією Цільовий фонд «Фараджа» провели футбольний турнір з участю 8 місцевих команд. Щоб претендувати на участь у турнірі, кожна команда мала відвідати дві інформаційні сесії щодо сексуального та репродуктивного здоров'я чоловіків, ВІЛ / СНІДу, гендерних ролей та належного управління. YCI та Фараджа забезпечили на місці центр тестування на ВІЛ, ді-джея з музикою та танцями протягом усього дня та виступи драматичних колективів щодо ключових цілей Міжнародного дня чоловіків. Існують плани для організації танзанійських прав чоловіків (TAMRA) з нагоди відзначення Міжнародного дня чоловіків у 2013 році.

### Зімбабве
Міжнародний день чоловіків був урочисто відкритий в Зімбабве 19 листопада 2011 року. Вшанування відбулося на стадіоні «Чибуку» в Читунгвізі під темою «Подарувати дитині хлопчика найкращий можливий старт у житті». Фред Місі, голова Чоловічого форуму Варуме Свінурай / Вухані, зазначив, що вшанування пам'яті відбулося в той час, коли увага приділялася дівчатам за рахунок хлопчиків, і зазначив: "Хоча важливо зосередитися на конкретних потребах дівчинка, ми створюємо кризу, ігноруючи специфічні потреби хлопчика ", — Місі підкреслив зростаючу тенденцію, згідно з якою багато хлопчиків кидають школу і зачіпають важкі наркотики, а також зловживають алкоголем, тоді як значна кількість таких які закінчили середню та вищу освіту кочували вулицями через безробіття. Він додав, що уряду і зімбабвійцям потрібно діяти негайно. Ряд відомих осіб відвідували та видавали документи про необхідність надання допомоги хлопчикові на дитину. Прозвучали драми та поезії від різних груп та окремих старшокласників, що відповідали темі урочистостей, а міністр у справах жінок, гендерних питань та розвитку громади Зімбабве Олівія Мучена виступила з ключовою промовою, в якій вона сказала: «Це привід для чоловіків відзначити свої досягнення та внески, зокрема внесок у розвиток громади, сім'ї, шлюбу та догляду за дітьми, підкреслюючи дискримінацію щодо них… Міжнародний день чоловіків — це можливість для людей, які мають добру волю, оцінити та відзначити чоловіків у їхньому житті та внеску, який вони роблять у суспільстві для загального блага всіх, тому для нас важливо відзначати цей день так само, як це було з Міжнародним жіночим днем».

### Ботсвана
Міжнародний день чоловіків був урочисто відкритий в Ботсвані в 2011 році координатором Женев'євою Твала. Однією з тем, яку пропагували Міжнародний день чоловіків, була допомога прийомній молоді розкрити свою творчу ідентичність, щоб дозволити їм поділитися своїми подарунками з однолітками, родиною та громадою, а також бути поміченими та почутими, хто вони, а не як їх сприймають. Основною подією стала урочиста вечеря під назвою «Одна мить для змін», щоб висвітлити потенціал чоловіків та зростаючі можливості чоловіків як новаторів суспільства. Вечеря відбулася для збору коштів на покриття шестимісячної плати за навчання музиці для групи з 20 дітей із SOS Дитячого села, яких посли МЧД прийняли в рамках програми наставництва для дітей. Спонсором вечері виступив Standard Chartered Bank, який включав низку знакових спікерів, які поділились своїм досвідом та ідеями з аудиторією. Виконуючий обов'язки генерального директора Standard Chartered Bank, пан Майкл Віганд, відкрив захід, поділившись найкращими практиками, які Standard Chartered Bank використовує для вирішення законних проблем, з якими стикаються працівники чоловічої статі, включаючи той факт, що Standard Chartered Bank є першою компанією в Ботсвані, яка пропонує відпустку по батьківству, змусили своїх співробітників чоловічої статі почуватися цінованими та що вони працювали в організації 21 століття. Пан Тебого Себего, старший партнер адвокатів Sebego & Sharma, і колишній голова юридичного товариства Ботсвани виступив з промовою, де наголосив на тому, як слід вдосконалювати закони про захист дітей, як суспільство відіграє роль у створенні безпечного середовища для майбутнього покоління чоловіків. Пані Тжипо Мотобі, директор, GBC Health Південно-Африканська Республіка виступила з доповіддю про колективні зусилля бізнесу. У своєму заключному слові окружний комісар заявив, що до кінця грудня він скликає зустріч із чоловіками в місті, де вони будуть вести діалог про те, як вони можуть колективно вирішувати проблеми та проблеми, з якими стикаються чоловіки. Інавгураційна подія була успішною, оскільки радіостанції згодом випустили програми, що вимагають дискусій з питань чоловіків, починаючи з МЧД. Усі залучені компанії та зацікавлені сторони взяли на себе зобов'язання бути частиною наступного МЧД, і ми вже працюємо над стратегією на 2012 рік.

### Сейшельські Острови
19 листопада 2012 р. Міністр уряду Вінсент Меритон оголосив цього року першим, що МЧД відзначається на рівні національного уряду. Міністр Меритон сказав: "Настав час, щоб ми застосували новий підхід, а не посилювали негативні стереотипи щодо чоловіків, які поводяться погано, наприклад, зображення ЗМІ чоловіків як насильницьких, властолюбних, безвідповідальних тощо. Такі негативні образи часто використовуються у спробі присоромити чоловіків за те, щоб вони поводилися більш позитивно ". Меритон заявила, що практика негативних стереотипів ігнорує той факт, що така негативна поведінка не застосовується до переважної більшості чоловіків , або що такий негатив може згубно вплинути на образ себе та самооцінку хлопчиків, що в свою чергу впливає на їх готовність сприяти побудові кращих стосунків та спільнот, коли вони переростають у дорослих. На закінчення він заявив, що «Міжнародний день чоловіків вимагає і пропагує позитивну мужність, з якою ми на Сейшельських островах можемо твердо ідентифікувати себе, оскільки вона є частиною кампанії соціального відродження, розпочатої на початку року президентом Джеймсом Мішелем».

### Бурунді
19 листопада 2012 року Бурунді вперше приєднався до світу, відзначаючи Міжнародний день чоловіків, оскільки Асоціація захисту чоловіка, що зазнав лиха (APHD Бурунді), засудила насильство, яке чинили над чоловіками їхні дружини. Вінсент Букуру, голова APHD-Бурунді, сказав: «Насильство над чоловіками посилюється, коли чоловік втрачає роботу, під час урочистостей в кінці року (Різдво та Новий рік) та у Міжнародний жіночий день (8 березня)». Букуру закликав уряд Бурунді провести національне розслідування щодо видів та походження насильства, з яким стикаються чоловіки, їх наслідків та тяжкості, що, на його думку, є порушенням прав людини.

### Ірландія
З нагоди Міжнародного дня чоловіків у четвер, 19 листопада 2009 р., ірландська телекомпанія Newstalk присвятила чоловікам одноденне шоу. Ведучим шоу став Том Данн, і Ірландія вперше спостерігала за цією подією. Серед тем було обговорення того, як «чоловічі сараї» сприяють поліпшенню здоров'я чоловіків та їх популярности в Ірландії. У 2011 р. Європейська мережа «Чоловіки у догляді за дітьми» в Ірландії та «Чоловіки в догляді за дітьми в Європі», що складається з мереж «Чоловіки у догляді за дітьми» з окремих країн-членів ЄС, провела європейську конференцію на тему «Переосмислення догляду та виховання дитинства», святкування Всесвітнього дня захисту дітей Чоловічий день. Захід під назвою «Переосмислення догляду та виховання дитинства» відбувся в Ірландії в суботу, 19 листопада 2011 року, у готелі City West, Дублін. Також у 2011 році в Сімейному ресурсному центрі Рафое відбувся захід з різними групами, щоб зосередитись на цінності та висвітлити позитивний внесок чоловіків. Дітям було запропоновано запропонувати вірші чи історії про своїх батьків, дідусів, дядьків чи старших братів, які виставляли весь тиждень, щоб показати чоловікам у сім'ях, наскільки вони важливі для інших.

### Острів Мен
Острів Мен відзначив своє інавгураційне святкування в 2012 році в коледжі вищої освіти острова Мен 19 листопада 2012 року. Організація наголосила на темі 2012 року, яка висвітлила цифри Всесвітньої організації охорони здоров'я, які показують, що щороку понад півмільйона людей помирають від насильства, і 83 % з них — чоловіки , і що аналогічна частка загального тягаря захворювань (погіршення здоров'я, інвалідність або рання смерть) від насильства несуть чоловіки. Для діяльності НСК проводив випробування на міцність та медичні поради; Дитячий центр позичив своїх інтерактивних немовлят та певну інформацію про батьківство, а Уілл Саттон взяв участь як позитивний зразок для чоловіків на цей день. Студентська рада випікала і продавала тістечка, а Самі-Джейн Мартін (президент студента) проводила стенд сексуального здоров'я. Інженерна група продавала вуса та збирала гроші на благодійні організації для боротьби з раком серед чоловіків, тоді як будівельна група (за допомогою художнього відділу) зробила 8-метровий приморський виріз для фотографій у день. Відділ косметології запропонував свій час побалувати хлопців індійським масажем голови та картографуванням обличчя, а також було 3 студенти, які зголосилися зробити депіляцію грудей, щоб зібрати гроші на благодійність.
19 листопада 2014 року загалом 110 чоловіків взяли участь у загальнолюдському класі під керівництвом Дейва Смайта в Національному спортивному центрі в Дугласі, який встановив новий світовий рекорд за найбільшим класом йоги серед чоловіків, згідно з даними Академії світових рекордів. Захід була організована Кейт Бергквіст, координатор охорони здоров'я та добробуту в коледжі острова Мен, з нагоди відзначення Міжнародного дня чоловіків.

### Канада
19 листопада 2009 року директори Ванкуверської манологічної програми провели цілоденний захід, щоб відзначити початок Ванкуверського чоловічого центру. Як особливість цього заходу організатори оголосили про офіційне схвалення Міжнародного дня чоловіків та провели форуми, де ознайомили присутніх з історією, цілями та цінностями міжнародної події, включаючи дискусії щодо планування великих заходів МЧД у 2010 році. Це перше канадське МЧД 19 листопада спостереження. У 2010 р. канадський координатор МЧД Девід Хетфілд організував велику подію в Круглому домі у Ванкувері для численних організацій, які підтримують чоловіків та сім'ї, щоб показати свою соціальну роботу широкій громадськості. Були включені розваги та різні колонки. Рада корпорації міста Ошава випустила Прокламацію 2010 року про визнання 19 листопада Міжнародним днем чоловіків Ошави разом із Проголошенням. всі громадяни усвідомлюють цю подію та гідно приєднуються до її дотримання ". Центр Лорелу у Вінніпезі відсвяткував МЧД відкритим днем відкритих дверей 19 листопада, оголосивши про нову програму притулку для допомоги чоловікам та їхнім дітям, які рятуються від насильства від інтимних партнерів. 1 липня 2010 року Центр чоловічих ресурсів (MRC) офіційно став програмою Центру «Лавр», і співробітники та волонтери заявили, що задоволені новим партнерством, яке забезпечить міцну основу лідерства та досвіду, завдяки яким можна вирощувати та розвивати послуги для чоловіків в Манітобі. В офіційному запуску цієї ініціативи МЧД взяли участь кілька доповідачів, зокрема Поважний Горд Макінтош — міністр сімейних служб; Містер Джастін Свендель — заступник мера міста Вінніпег.

### Данія
Чоловіки в Данії створили групу, яка планувала провести власне святкування Міжнародного дня чоловіків 19 листопада 2010 р. Представник групи Мартін Павон заявив, що МЧД не є політичним партнером Дня жінок і не протидіє жінкам. Він заявив: «Ми хочемо скористатися цією можливістю, щоб популяризувати повсякденних звичайних чоловіків, які живуть чисто і чесно, і роблять позитивний внесок у суспільство».

### Норвегія
У 2011 році перший міжнародний день чоловіків був організований групою волонтерів у співпраці з Ресурсним центром для чоловіків. У заході, що відбувся в Будинку літератури 30 лютого, взяли участь Стиг Омланд з Норвезького онкологічного товариства, представники Ресурсного центру для чоловіків, а також панельна дискусія та фотовиставка Ніни Джарфф під назвою «Людина».

### Австрія
У 2010 році Männerpartei (австрійський колектив прав чоловіків) відкрив Міжнародний день чоловіків в Австрії після ліквідації заходу «Всесвітній день чоловіків» у 2004 році, який залишив країну без жодного святкування дня чоловіків. Меннерпартей використав цю нагоду, щоб провести семінар з питань соціальної політики, яка відповідає батькам, в Австрії та підвести підсумки прогресу чоловіків та за останні дванадцять місяців, особливо в галузі законодавчої реформи. Група також відзначила першу гала-нагороду Дитячої планети та її акцент на Конвенції про права дитини, прийнятій 20 листопада 1989 року.

### Боснія і Герцеґовина
У 2011 році Асоціація розвитку суспільства «Кап» ініціювала відкриття програми Міжнародного дня чоловіків для Боснії та Герцеговини 19 листопада. Метою публічної медіа-кампанії було підвищення обізнаности про стан здоров'я чоловіків, іншими цілями було сприяння гендерній рівности шляхом діалогу та спільного відзначення цієї дати, а також відзначення позитивних чоловічих моделей для наслідування на прикладах з різних областей суспільство.

### Україна
16 листопада 2012 року Українське агентство новин провело захід «Зустрінь пресу» під назвою «Міжнародний день чоловіків: аспекти здоров'я та довголіття». Ця подія стала інавгураційним визнанням України глобальної події. Учасниками дискусії були С. П. Пасечников, професор, доктор медичних наук, Заслужений діяч науки України, головний уролог Міністерства охорони здоров'я України та завідувач кафедри урології Національного медичного університету імені Богомольця; О. В. Швець, доцент, доктор медичних наук, президент Української асоціації дієтологів, головний дієтолог Міністерства охорони здоров'я України; Денис Силантьєв, заслужений майстер спорту з плавання, чемпіон світу, чемпіон Європи, громадський активіст, засновник Фонду підтримки молоді та олімпійського плавання; та А. Є. Марков, доктор медичних наук, регіональний медичний директор GlaxoSmithKline для України, Білорусі, Молдови та Кавказу. Обговорювані теми включали здоровий спосіб життя як основу міцного здоров'я; здорове харчування та повноцінне харчування; особливості та підтримка здоров'я та якості життя з точки зору урології; роль навколишнього середовища та соціальних ініціатив; та розширення соціальної програми Orange Card — нові можливості для українських чоловіків.
У ході пошуку інформації про можливість існування в світі Міжнародного Чоловічого Дня, у 2020 році Булгаков Руслан розпочав спілкування із представниками МЧД на офіційному сайті International Men's Day.
Після цього та після знайомства і спілкування із засновником МЧД Dr. Jerome Teelucksingh, від нього було одержано відповідного листа про призначення Булгакова Руслана Координатором МЧД в Україні.
У 2021 році прийнято рішення про популяризацію Міжнародного Чоловічого Дня в Україні, а 19.08.2021 утворено та зареєстровано відповідну Громадську організацію (Реєстраційний номер 1520852) .
Із 24.02.2022, після початку повномасштабного вторгнення РФ на територію України, ГО «МЧД В УКРАЇНІ» провадить громадську, благодійну, волонтерську та інформаційну діяльність.
З метою поширення інформації та допомоги у пошуках зниклих громадян у ході збройної агресії РФ, за Рішенням Уповноваженого ГО «Міжнародний Чоловічий День в Україні» від 15.07.2022 — утворено Волонтерський (інформаційний) проєкт «Завжди Живий» (Semper Alive). Основним принципом діяльності ІП «Завжди Живий» визначено: «Дати людям можливість вірити в надію».

### Франція
У Франції Discovery Channel розпочав змагання з нарощування вусів до Міжнародного чоловічого дня 2010 року, призи яких отримали переможці 19 листопада. Переможців конкурсу визначає всенародне голосування.

### Італія
У листопаді 2009 року адвокат Джорджо Чеккареллі оголосив, що Міжнародний день чоловіків офіційно визнаний у всіх італійських організаціях, президентом яких він є: Асоціація, якій заперечують дітей, Гордість тата, Армійські батьки та Асоціація культури «Я люблю Алатрі» 19 листопада кілька активістів також провели мітинг біля Колізею в рамках святкування МЧД. Це було перше спостереження МЧД в Італії 19 листопада.

### Пакистан
Пакистанська правозахисна організація «Права та права» урочисто відкрила Міжнародний день чоловіків у Музаффаргарсі у 2010 році. Засновник прав та прав Юсаф Джамал повідомив, що на семінарі були присутні близько 100 осіб, багато юристів, освітян, громадських активістів та представниць жіночих організацій. Особливі вшанування були висловлені видатним чоловічим зразкам для наслідування. Джамал зауважив, що протягом останніх кількох років у Пакистані багато феміністичних організацій описують всю чоловічу стать як жорстоку, і також у деяких чинних законах існують дискримінаційні застереження щодо чоловіків, зокрема у сімейному законодавстві та домаганнях у Законі про робоче місце. Джамал звернувся до постійного зниження рівня участі чоловіків у вищих навчальних закладах та університетах, посилаючись на кількість студентів в Університеті Карачі як 90 % жінок, в Університеті Пенджабу 70 % жінок та в Університеті БЗ 52 % жінок. Пан Джамал говорив про важливість гендерної співпраці у вирішенні різних проблем, з якими стикаються чоловіки та жінки, та застерігав, що ми повинні уникати підходу «Кожна стать для себе», а натомість сприяти кращим гендерним відносинам. Він запропонував всім людям святкувати і День чоловіків, і День жінок, і попросив усіх приєднатися до організації «Права і права» для ліквідації гендерної дискримінації.

### Гренада
У 2010 році під час пленарного засідання Тридцять п'ятої асамблеї Міжамериканської комісії жінок (CIM) посол Джилліан Брістоль представила національний звіт, в якому повторилася прихильність Гренади до гендерної рівности та її рішення відзначати Міжнародний день чоловіків різними заходами, що включають звернення нації прем'єр-міністром Тілманом Томасом 19 листопада 2010 року.

### Куба
Куба провела свої інавгураційні спостереження МЖД 19 листопада 2011 року. У 2012 році галерея скульптурного майстерні Ріти Лонга була номінована на вихідні місця для роздумів про Міжнародний день людини та на тему гендерної рівности. У заході взяли участь члени Кубинської асоціації сільськогосподарських та лісових техніків (ACTAF) та Союзу письменників та художників Куби (UNEAC), а також неурядові організації (НУО), які вирішили об'єднати зусилля з двома основними бюро соціальних програм. Отоніель Морффіс Валера, директор головного закладу, що приймає захід, і координатор культурних проєктів Еллі Сейба, запропонував свої роздуми про те, як вдруге спостерігати дату, як у цьому місті, так і в столиці Гавані.

### Антиґуа і Барбуда
У 2010 році уряд Антигуа та Барбуди оголосив про офіційне відкриття Міжнародного дня чоловіків. День відзначали публічним спостереженням, виступами та телевізійними інтерв'ю. У головному виступі CW Робертс визначив мету Міжнародного дня чоловіків так: "Глобальний привід відзначити позитивний внесок і різноманітний досвід чоловічої статі. У цей день ми відзначаємо сильні сторони чоловіків і хлопців, при цьому витрачаючи час, щоб визнати свою вразливість та свої потреби ". Робертс додав, що цей день мав на меті подолати негативні стереотипи та заохотити та прийняти більші можливості для чоловіків та всіх людей.

### Сент-Кітс і Невіс
Міжнародний день чоловіків був урочисто відкритий в Сент-Кітс і Невіс 19 листопада 2010 року. Міністерство розвитку громади, культури та гендерних питань використовує з нагоди Міжнародного дня чоловіків, щоб висвітлити проблеми, що стосуються чоловіків та залучають їх. У п'ятницю відзначався Міжнародний день чоловіків, і міністерство організувало кілька заходів, таких як ярмарок здоров'я, церковна служба та панельна дискусія із загальних чоловічих питань. Шарон Раттан, виконуюча обов'язки постійного секретаря Міністерства з питань гендерних питань, заявила, що Департамент з питань гендерних питань хоче більше звертатись до чоловіків, оскільки раніше вони зосереджувались переважно на питаннях жінок. Раттан сказав WINN FM, що вони сподіваються скористатися можливістю зібрати більше інформації про проблеми, що стосуються чоловіків, щоб керуватися їхнім планом дій у майбутньому. «Ми намагаємось зібрати чоловіків і залучити їхню думку до проблем, які їх стосуються, щоб ми могли рухатись вперед і підтримувати їх», — сказав Раттан, додавши, що програми також будуть розраховані на молодих хлопців.

### Кайманові Острови
У 2011 році Департамент дорадчих служб «Центр сімейних ресурсів» організував перше спостереження МЧД на Кайманових островах, що складалося з двох заходів; Перший щорічний Міжнародний футбольний турнір та виставка для чоловіків, відкритий для громадськості, а по-друге, «Круглий стіл» для хлопчиків якнайкращого можливого старту ". Міріам Фостер, виконуюча обов'язки координатора програми Сімейного ресурсного центру сказала: «Ми вважаємо важливим, щоб проблеми хлопчика висвітлювались, і ми давали їм можливість висловитися».
19 листопада 2014 р. Кайманський сімейний ресурсний центр (FRC) висвітлив внесок чоловіків у життя суспільства та попросив їх пообіцяти своє майбутнє. Також публіці був показаний короткометражний фільм, на якому місцеві хлопці розповідали про серйозні проблеми, що впливають на їхнє життя. Міжнародний турнір з футболу серед чоловіків, присвячений Дню розвитку чоловіків, відбувся у суботу, 22 листопада 2014 року, у спортивному комплексі Камана-Бей, і прем'єр-міністр Олден Маклафлін виступив з повідомленням про Міжнародний день чоловіків. Ці події відзначили четверте поспіль святкування Міжнародного дня чоловіків на Каймані.

### Сент-Люсія
У 2011 році Кризовий центр Сент-Люсії організував інформаційну кампанію МЧД. Організатори поширили інформацію про захід та його цілі серед ЗМІ та в межах освітніх закладів.
У 2014 році уряд Сент-Люсії провів захід МЧД в аудиторії оздоровчого центру на шосе Тисячоліття, на який були запрошені чоловіки різного віку. Захід був спрямований на визнання та відзначення досягнень чоловіків та хлопців і пройшов під назвою «Вдячність чоловічому лідерству та жертовності для сім'ї та країни». Він був організований Відділом гендерних відносин у Міністерстві охорони здоров'я, включаючи акцент на здоров'я чоловіків та хлопців, покращення гендерних відносин, сприяння гендерній рівности та розробку позитивних чоловічих моделей для наслідування, а також висвітлив дискримінацію чоловіків.

### Нова Зеландія
У 2018 році невеличка група пропагувала день чоловіків у Новій Зеландії. Однак офіційної підтримки уряду Нової Зеландії немає. На вебсайті Міжнародного дня чоловіків у Новій Зеландії зазначається, що «Міжнародний день чоловіків заохочує людей робити світ кращим, підтримуючи чоловіків. Він підсилює та підтримує інші зусилля, спрямовані на те, щоб зробити суспільство більш справедливим, безпечним та покращити добробут для всіх».

## Святкування

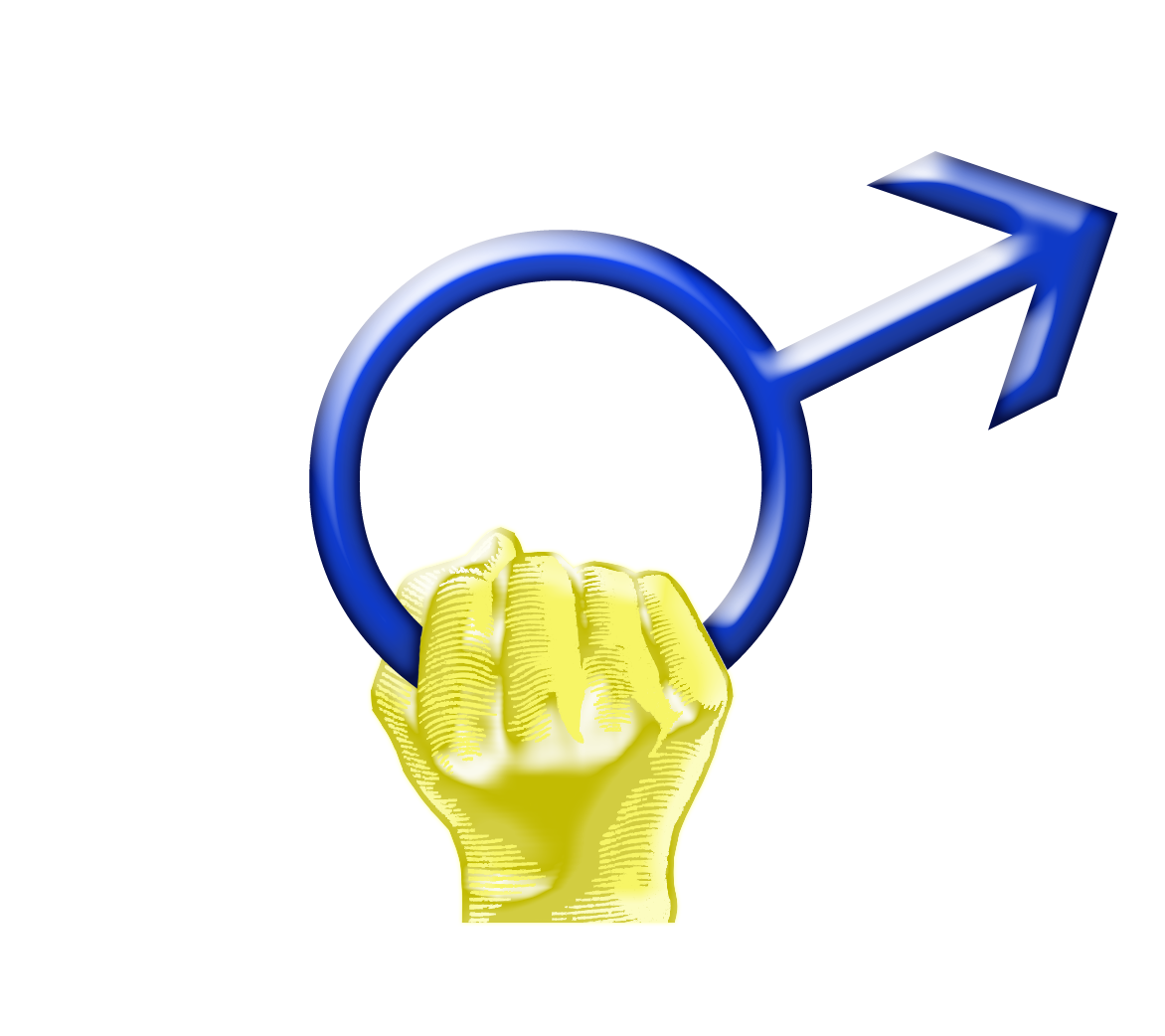
Символ Міжнародного чоловічого дня

За думкою творців, Міжнародний чоловічий день повинен звернути увагу громадськості на проблеми дискримінації чоловіків в сфері охорони здоров'я, сімейного права, освіти, ЗМІ тощо, й показати позитивний вплив чоловіків та їх досягнення. За останні роки Міжнародний день чоловіків став включати в себе різноманітні громадські семінари, заходи в школах, програми по радіо та телебаченню, мирні демонстрації та зібрання, круглі столи, а також покази арт-об'єктів. Порядок святкування цього дня не є обов'язковим.
Новатори МЧД нагадують, що цей день не є цілковитим аналогом Міжнародного жіночого дня та створений з метою висвітлення проблем чоловіків.
Щороку на свято пропонується розглянути актуальні теми. Так, у 2002 році була тема миру у всьому світі, у 2003 — чоловічого здоров'я, у 2007 — вилікування та прощення, а в 2009 році — тема позитивної ролі чоловіків. Ці теми не є обов'язковими та учасники можуть виступати з власними темами для вирішення місцевих проблем.
У 2009 році були затверджені цілі святкування Міжнародного дня чоловіків.
- Заохочення позитивної рольової моделі чоловіків. Не лише кінозірок та спортсменів, але і звичайних людей, котрі живуть достойним та чесним життям.
- Щоб відмітити чоловічий позитивний вклад в громадськість, державу, родину, шлюб, виховання дітей та навколишнє середовище.
- Для зосередження уваги на чоловічому здоров'ї, соціальному, емоційному, фізичному та духовному благополуччі.
- Для посилення уваги до питання дискримінації щодо чоловіків у сфері соціальних послуг, соціальних відносин та права.
- Для покращення стосунків між представниками різних статей та забезпечення гендерної рівности.
- Для створення більш безпечного та кращого світу, де люди можуть розвиватись, аби повністю розкрити свій потенціал.

Міжнародний чоловічий день також збігається з «Вусопад» — всесвітньою благодійною акцією по зростанню вусів, що проводиться протягом листопада кожного року, що збирає кошти та інформує про здоров'я чоловіків — одну з ключових тем, яку просувають на МЧД. Він також взаємодіє зі Світовим днем захисту дітей 20 листопада і формує 48-годинне святкування спочатку чоловіків, а потім дітей відповідно, з визнанням зв'язків між ними.